# Mobike
Mobike (en chinois: 摩拜单车) est une gamme de vélos en libre-service démarrés dans neuf villes chinoises dont Pékin, Shanghai, Shenzhen et Canton. Les vélos sont produits et gérés par Beijing Mobike Technology Co., Ltd. Ils sont également disponibles dans d'autres pays, dont le Royaume-Uni, l'Italie, les Pays-Bas, la Malaisie, la Thaïlande, la Corée du Sud, le Japon, l'Australie, les États-Unis, l'Allemagne, le Mexique et la France (Paris).

## Histoire
Wang Xiaofeng, l'un des fondateurs de Mobike, est l'ancien directeur de Uber Shanghai en Chine.
En mai 2016, la compagnie avait déployé 1 000 vélos à Shanghai et en juin 2016 elle en avait déployé 10 000. Fin octobre 2016, elle annonçait avoir mis en service 30 000 vélos répartis dans les quatre villes, et visait un déploiement total de 10 000 vélos dans chacune de ces quatre villes pour fin 2016 – soit une aire représentant 74 millions de personnes.
La start-up qui développe Mobike reçoit un financement de 100 millions de dollars en octobre 2016, notamment du géant chinois Tencent Holdings. L'entreprise annonce une autre levée de fonds de 215 millions de dollars en janvier 2017, financée notamment par Warburg Pincus avec Ctrip, Sequoia China et d'autres groupes d'investissement.
Le 5 décembre 2017, l'entreprise reçoit le prix « Champions of the Earth » de l'Assemblée des Nations unies pour l'environnement.
Mobike lance son premier service de vélo aux États-Unis, dans la capitale Washington, D.C., le 20 septembre 2017, (retrait après moins d'un an, en juillet 2018). Mobike se lance à Charlotte (Caroline du Nord) le 22 décembre 2017, à San Diego le 23 février 2018,, et à The Woodlands (Texas) en janvier 2018 (retrait en octobre 2018). Mobike lance ses opérations à Mexico et à Santiago (Chili) en février 2018, puis s'implante à Saragosse en septembre 2018.
En avril 2018, l'entreprise Mobike est rachetée (pour 2,2 milliards de dollars selon Bloomberg) par le groupe chinois Meituan. Mobike est alors présent dans 200 villes en Chine et à l'international, et revendique 200 millions d'utilisateurs et 30 millions de trajets en vélo chaque jour. En janvier 2019, Meituan annonce changer le nom de Mobike pour Meituan Bike. En mars 2019, le site TechCrunch annonce que Mobike cesse ses activités internationales pour se replier sur la Chine. Ses 15 employés dans la région Asie-Pacifique sont remerciés et l'entreprise confirme traverser une « rationalisation » de ses activités internationales,. En décembre 2019, l'entreprise annonce avoir perdu plus de 200 000 de ses vélos dans des actes de vandalisme ou de vol. Mobike se retire de nombreuses villes anglaises à la suite de la multiplication de ce genre d'incidents.

### En France
Le service est lancé à Paris le 24 janvier 2018 avec 4 500 vélos,, puis Mobike et Transdev forment un partenariat exclusif visant à proposer Mobike à d'autres collectivités en France.
En mars 2019, alors que les grandes entreprises de vélo-partage réduisent leurs marchés les unes après les autres et que Mobike annonce une « rationalisation » de ses activités internationales,, des incertitudes grandissent quant à la suite de son développement en France. Le partenariat avec Transdev ne porte pas ses fruits, et le PDG de Mobike France quitte son siège. À son lancement à Paris, Mobike est une solution attractive face aux Vélibs vieillisants. Mais rapidement, la refonte de l'offre Vélib' ainsi que l'arrivée des trottinettes électriques freinent la lancée de Mobike.

## Description

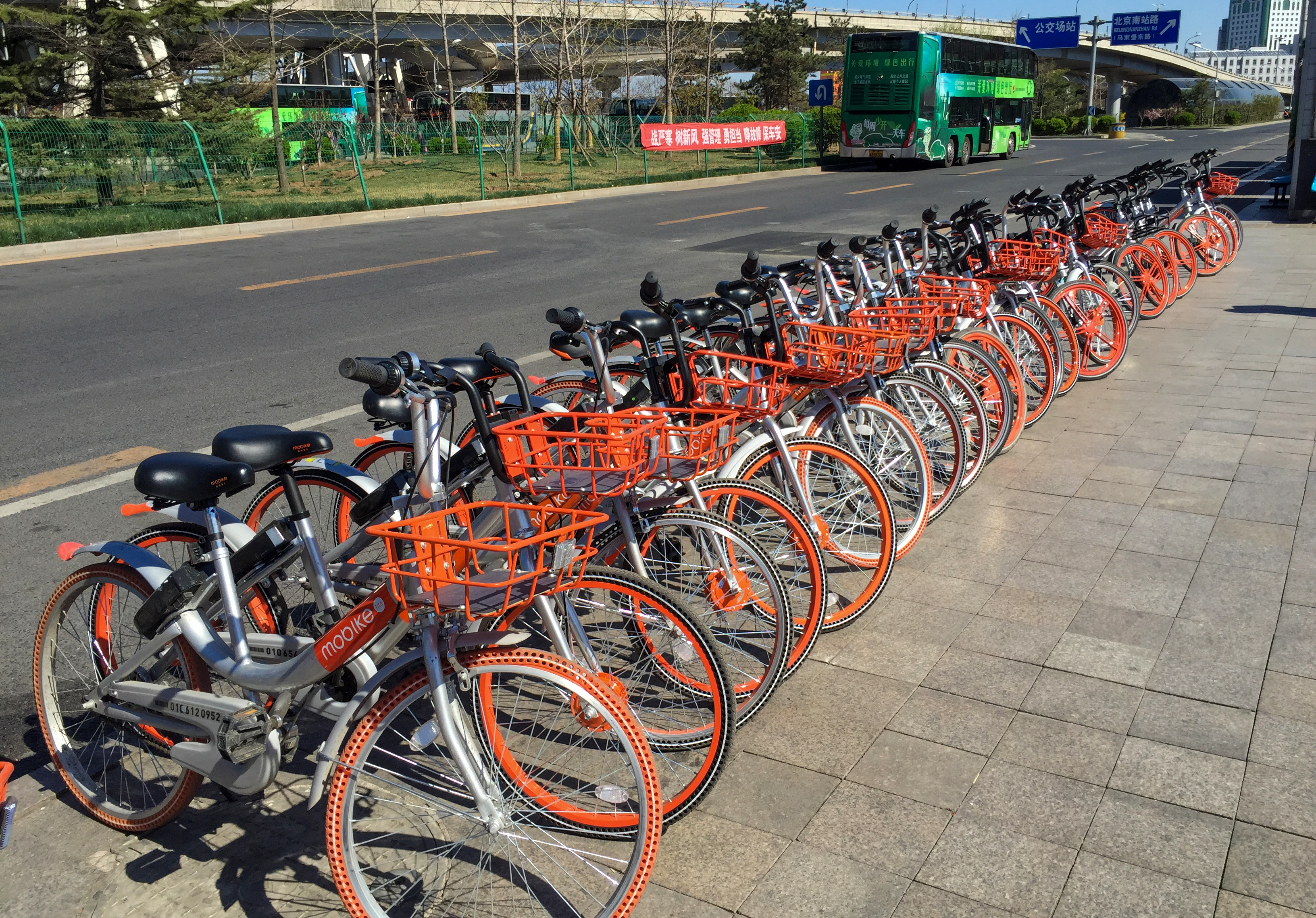
Ensemble de vélos Mobike à Pékin.

Mobike est un service de vélos qui fonctionne sans station : les vélos doivent être rendus selon certaines règles afin de ne pas encombrer la rue ou les trottoirs. Les vélos se trouvent généralement près des stations de métro et de bus ou encore près des magasins. Le retrait se fait via une application mobile dédiée en scannant un code QR situé sur le vélo. En Chine, le coût est d'un yuan pour 30 minutes sur la première version et de 5 mao (0,5 renminbi) sur le deuxième modèle du vélo.
Il existe deux modèles différents, le modèle standard et le modèle « Lite ». Ce dernier est plus léger, bénéficie d'une selle plus haute et d'un panier. Les deux modèles comportent un générateur qui recharge le système électronique, la puce GPS. Les roues sont orange et fixées d'un seul côté. Le premier modèle à des pneus pleins pour réduire le coût de maintenance. Le coût de production du modèle standard est estimé à 3 000 renminbis.
Le système Mobike comporte également un système d'évalulation de ses utilisateurs pour bloquer les utilisateurs irrespectueux des règles d'usage.